# Голеншичи

Силезские племена в IX—X вв.

Голеншичи — средневековое западнославянское племя лехитской группы, которое жило на территории Верхней Силезии у истока Одры, к Юго-Востоку от Есеников и к Северо-Западу от истока Вислы. Впервые упоминалось в первой половине IX века в Баварском географе рядом с другими славянскими племенами Силезии.

## Этноним
Трубачев считал, что этноним голеншичи восходит к этнониму балтийских галиндов.